# Hôtel Grou
Pour les articles homonymes, voir Grou (homonymie).
L'hôtel Grou est un hôtel particulier de style néo-classique bâti à la fin du XVIIIe siècle, situé à l'angle de la rue Kervégan et de la place de la Petite-Hollande, à l'extrémité ouest de l'île Feydeau, dans le centre-ville de Nantes, en France. L'immeuble a été inscrit au titre des monuments historiques en 1932 et 1986.

## Historique
Guillaume Grou, armateur et négrier, conseiller et secrétaire du roi au parlement de Bretagne, amasse une fortune considérable en tirant bénéfice de la traite des Noirs. Entre 1747 et 1752, il fait bâtir un hôtel particulier sur l'île Feydeau, qui est alors l'objet d'une vaste opération immobilière à destination des nantais aisés. L'hôtel Grou est édifié juste après l'imposant hôtel de La Villestreux, dont il est le pendant.
En 1776, l'immeuble est habité par Anne O'Shiell, veuve de Guillaume Grou, M. Rozée, secrétaire du roi, et M. Marcorelles occupent chacun dix pièces. Ils ont huit domestiques, trois pour le dernier.
Au XIXe siècle, l'immeuble est transformé, un étage est ajouté.
Les façades (y compris les ferronneries) et la toiture de l'hôtel Grou sont inscrites aux monuments historiques par arrêté du 10 juin 1932. La cage d'escalier intérieur est inscrite par arrêté du 29 janvier 1986.

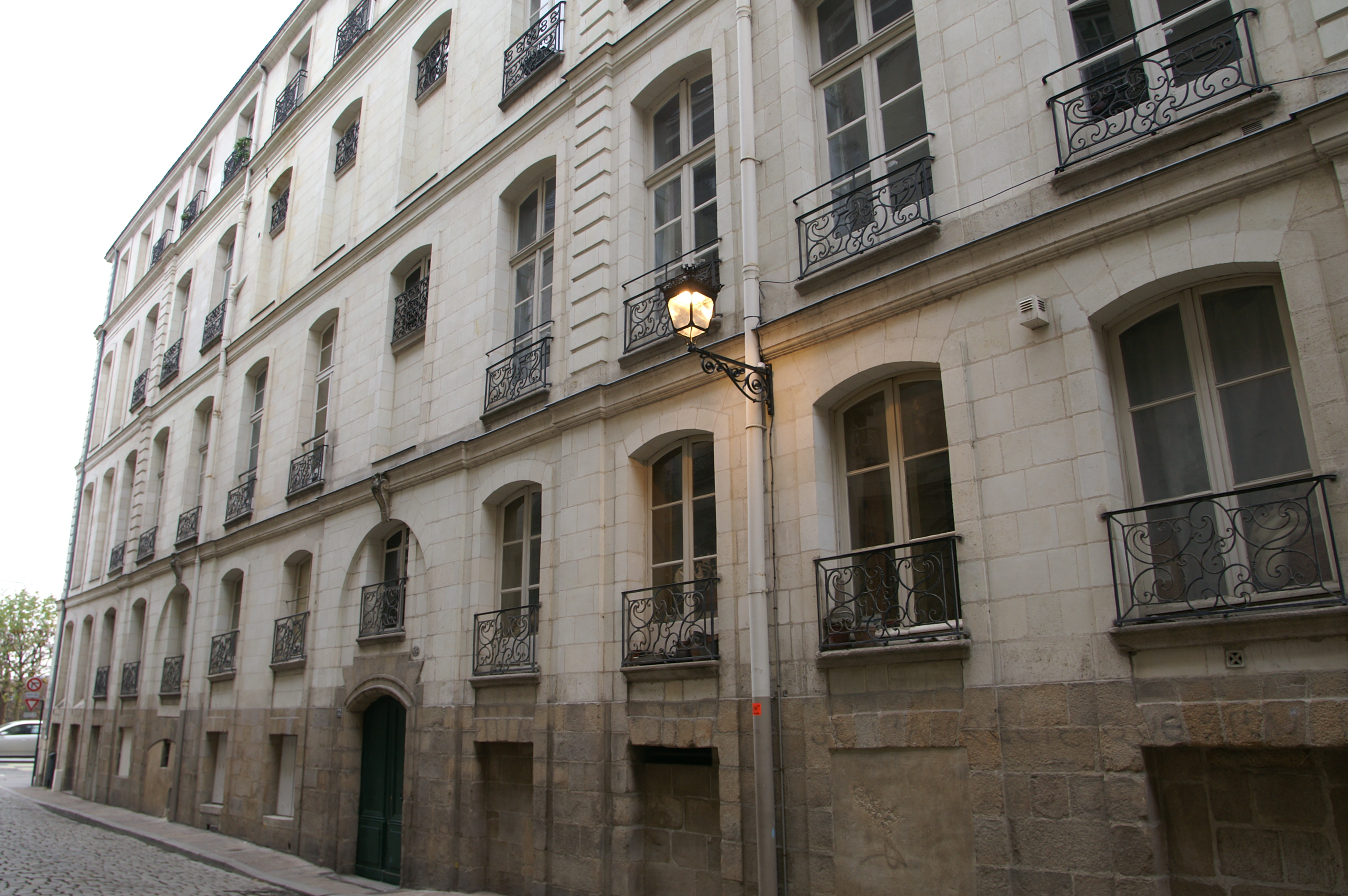
Façade sur la rue Kervégan
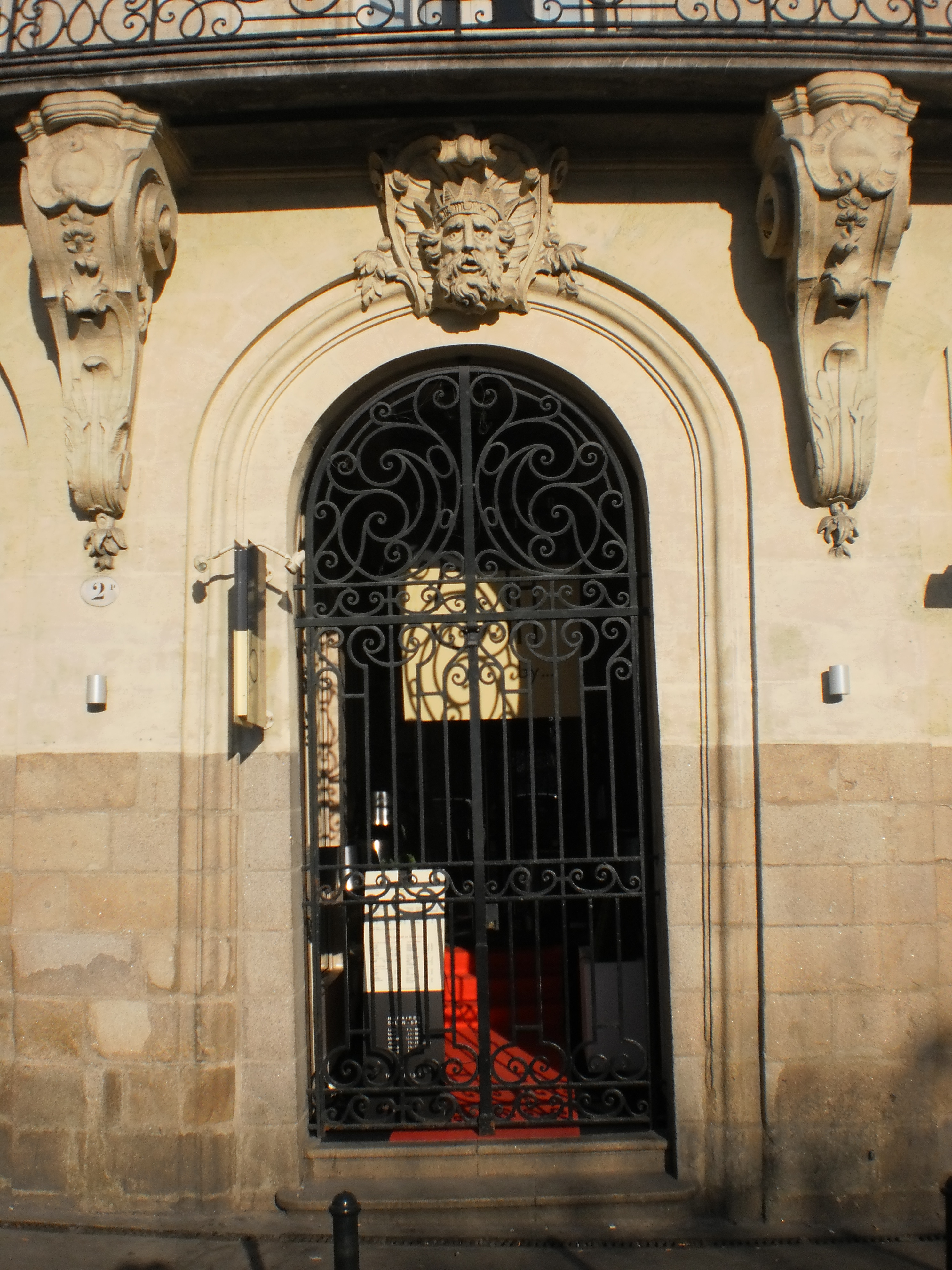
Porte d'accès, 2 place de la Petite-Hollande

## Architecture
Les matériaux utilisés pour la construction sont le tuffeau, le calcaire de Saint-Savinien et le granit. La façade ouest, donnant place de la Petite-Hollande, correspond à l'hôtel particulier de Grou, alors que la partie de l'immeuble dont l'accès se situe 32 rue Kervégan est destiné à l'immeuble de rapport (les appartements loués). Cette disposition fait de l'immeuble un des plus complexes du quartier.
Côté ouest, le rez-de-chaussée est surmonté d'un entresol, destiné au commerce, dont le haut des ouvertures est orné de cinq mascarons. L'ouverture centrale était une porte cochère donnant accès à la cour. Les ouvertures des étages supérieurs sont ornés d'agrafes.
Le premier étage dispose d'un balcon filant, à la rambarde de fer forgé. À l'origine, l'appartement de Grou, au premier étage, était accessible par un escalier monumental, dont il ne reste que des vestiges. Un escalier de bois menait de cet appartement aux magasins du rez-de-chaussée.
Au XIXe siècle, l'immeuble est modifié : on lui construit un étage supplémentaire, les écuries et remises (et leurs portes donnant sur la rue de Kervégan) sont supprimées, le couvrement de la porte d'entrée au numéro 32 est modifié. Par contre, l'escalier d'origine a été conservé. Un léger rehaussement de la rue a entraîné une modification à la base de l'escalier. Dans les étages, certaines pièces ont conservé des éléments du XVIIIe siècle : cheminée, parquet, portes.

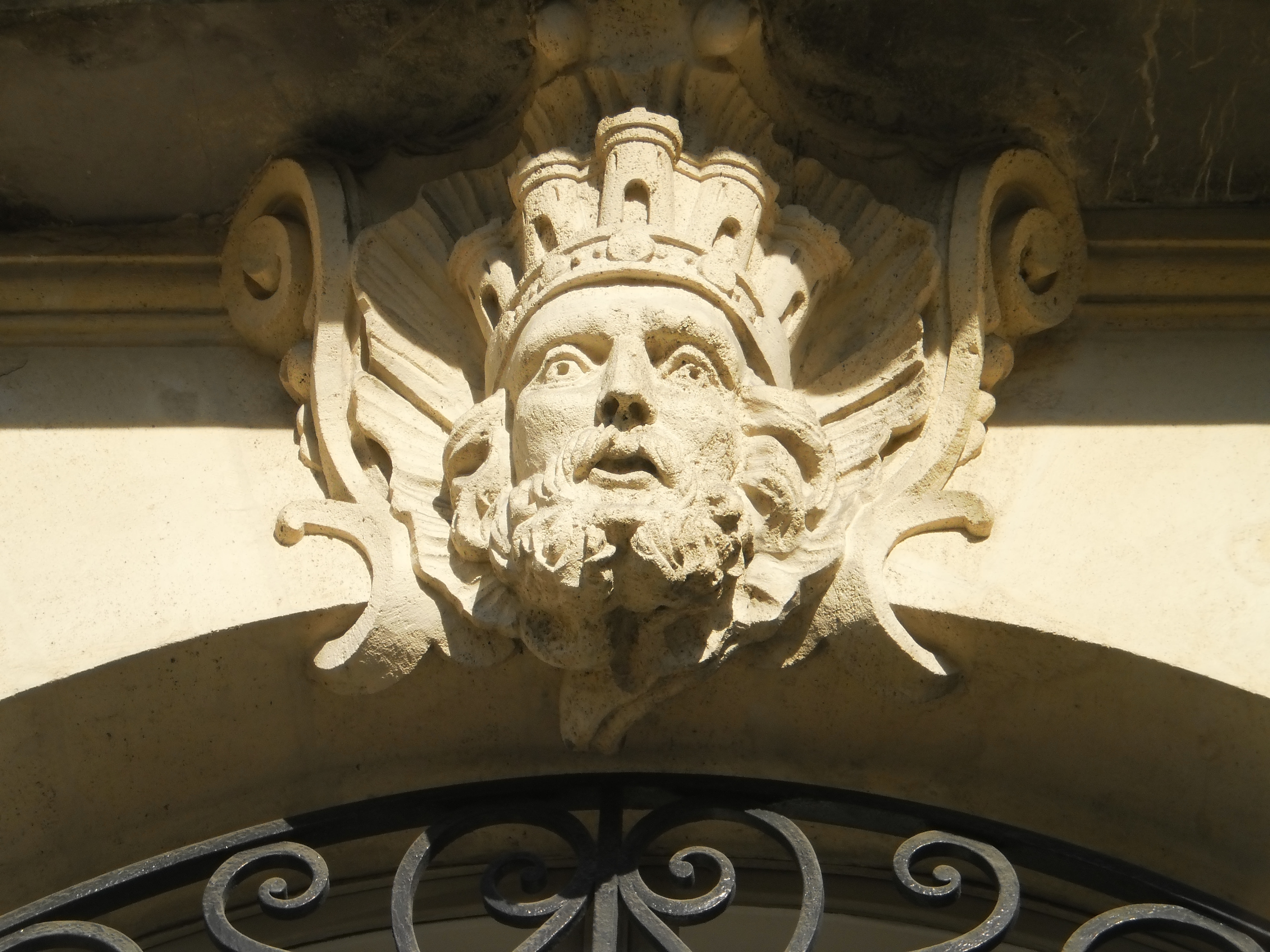
Mascaron
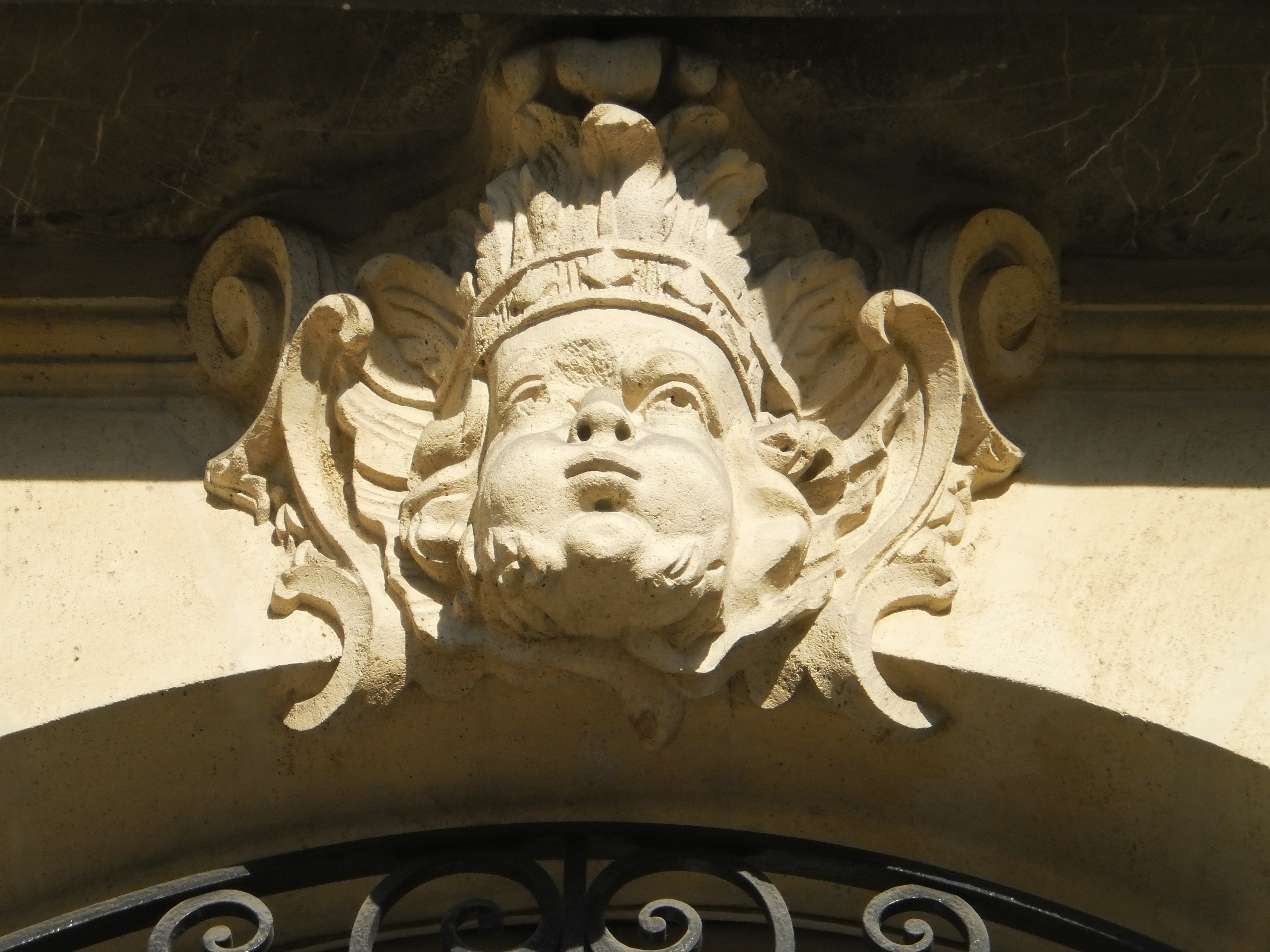
Mascaron
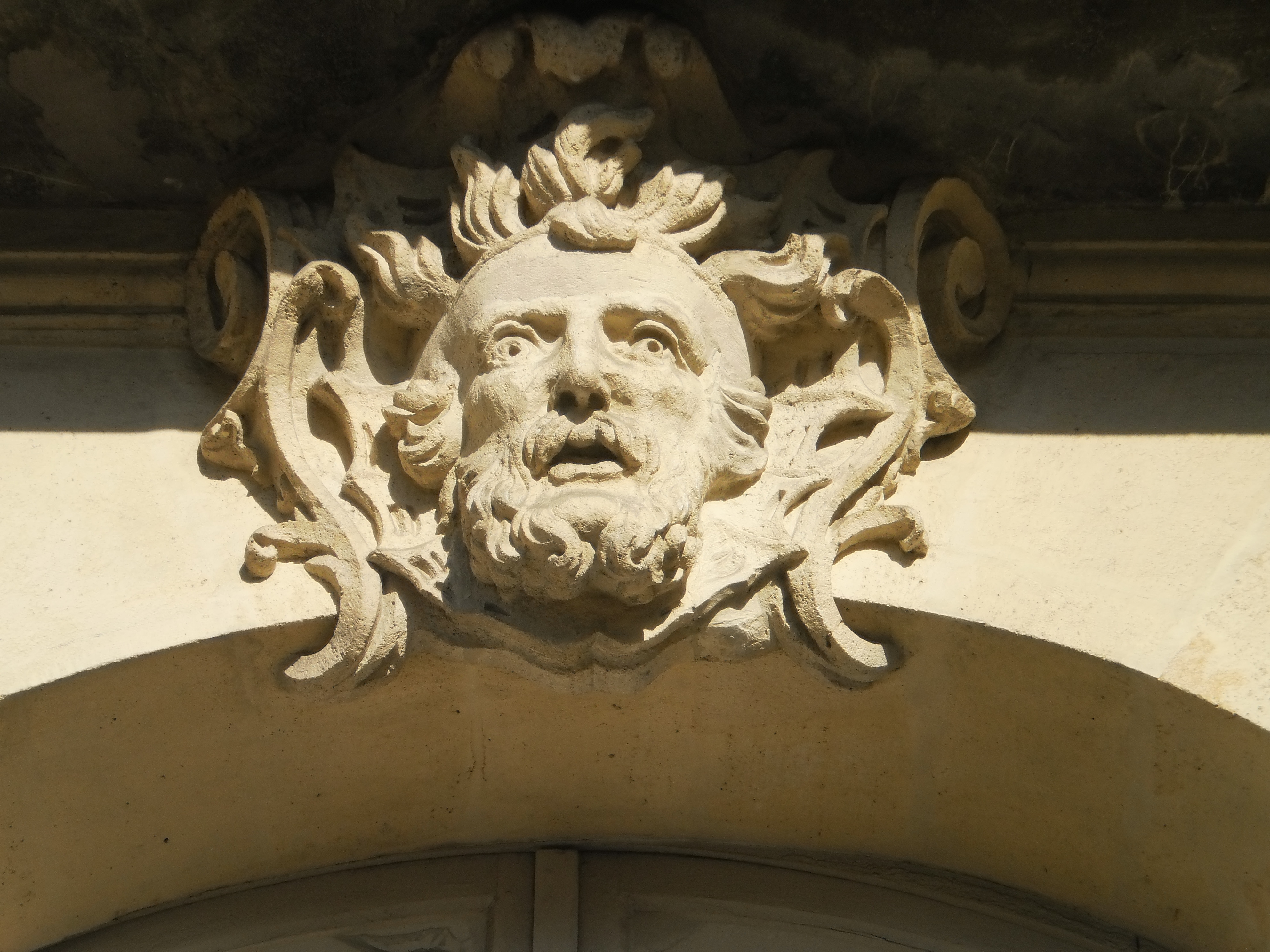
Mascaron
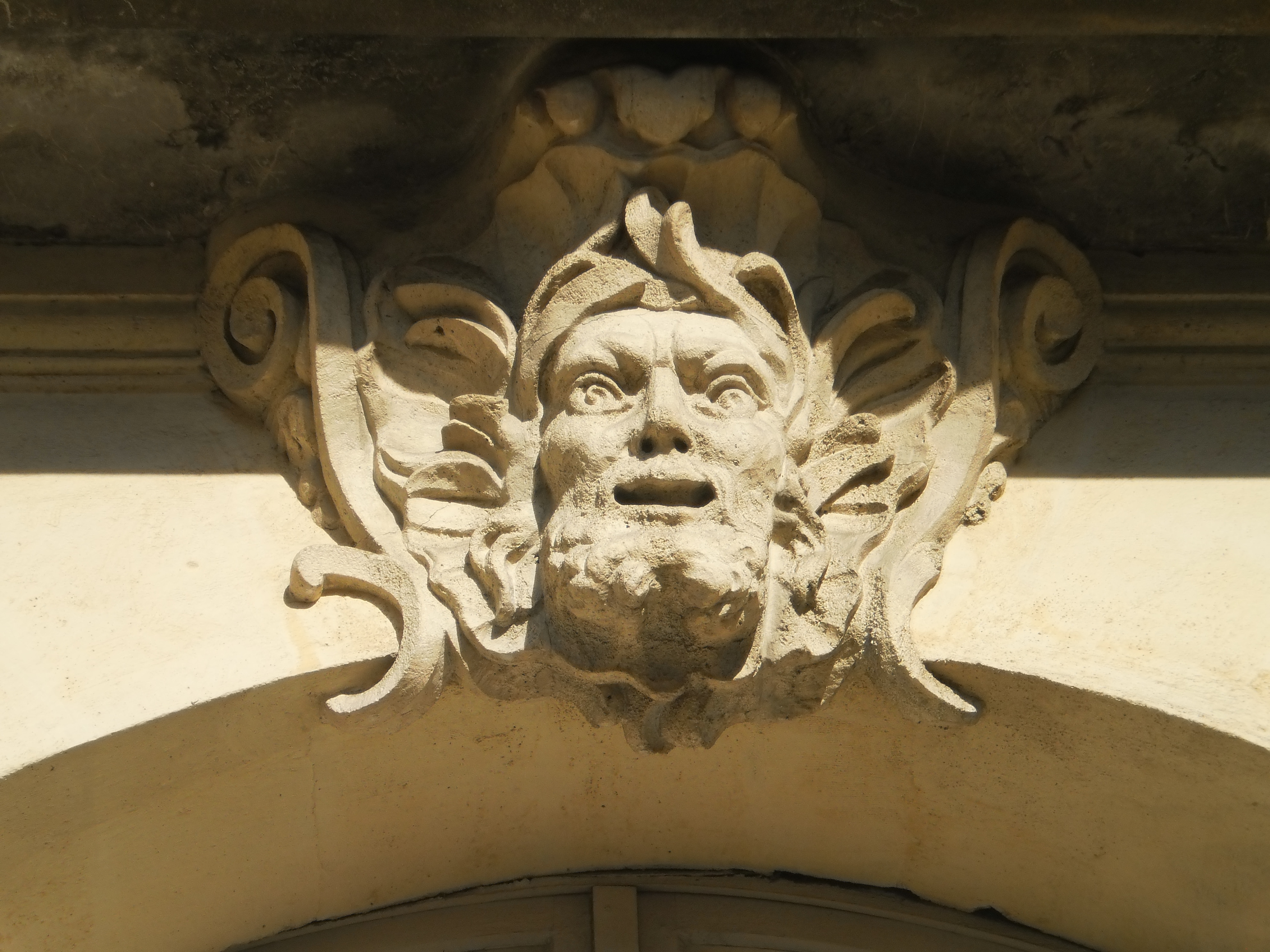
Mascaron